# Hurstville (Nouvelle-Galles du Sud)
Hurstville est une ville-banlieue australienne de l'agglomération de Sydney, située dans la zone d'administration locale de Georges River, dont elle est le chef-lieu, en Nouvelle-Galles du Sud. 

## Géographie
Hurstville est située à 16 km au sud du centre-ville de Sydney.

## Démographie
La population s'élevait à 29 822 habitants en 2016.